# Dysdera kollari
Dysdera kollari este o specie de păianjeni din genul Dysdera, familia Dysderidae, descrisă de Doblika, 1853. Conform Catalogue of Life specia Dysdera kollari nu are subspecii cunoscute.